# زن بیونیک
زنِ بیونیک (انگلیسی: The Bionic Woman) یک مجموعهٔ تلویزیونی علمی–تخیلی آمریکایی است که از سال ۱۹۷۶ تا ۱۹۷۸ میلادی از دو شبکهٔ ای‌بی‌سی و ان‌بی‌سی به روی آنتن رفت.
زن بیونیک در واقع دنبالهٔ مجموعهٔ علمی–تخیلی مرد شش‌میلیون‌دلاری است که در اوایل دههٔ ۷۰ میلادی پخش می‌شد.
در سال ۲۰۰۷ میلادی مجموعه به همین نام دوباره تولید شد.